# 王毓 (明朝)
王毓，字用贤，号香云坡老人，浙江鄞县人，明朝人物。
他仰慕宋璟、林逋的为人，他在庭下种植梅花，虽天气阴寒，也焚香默坐，面对而不离去。他画梅，标格劲瘦，天机呈露。善于作诗，尤其擅长长歌。隶书也有新意。他的诗、书、画当时称为三绝。